# Atbasz
Atbasz (hebr. ‏אתבש‎, atbasz) – prosty monoalfabetyczny szyfr podstawieniowy pochodzenia hebrajskiego, którego działanie polega na zamianie litery leżącej w odległości X od początku alfabetu na literę leżącą w odległości X od jego końca. Prawdopodobnie został on opracowany około roku 500 p.n.e.

## Pochodzenie nazwy
Nazwa szyfru pochodzi od sposobu jego działania. Pierwszą literą alfabetu hebrajskiego jest Alef, drugą – Beth, przedostatnią – Szin, ostatnią – Taw. Nazwa ATBaSz oznacza, że pierwszą literę alfabetu – A[lef] – zamienamy z ostatnią – T[aw], a drugą – B[eth] – z przedostatnią – Sz[in].

## Odszyfrowywanie
Aby odszyfrować tekst zaszyfrowany tym szyfrem, wystarczy ponownie poddać go szyfracji.

## Ręczne posługiwanie się szyfrem
Aby ułatwić sobie ręczne operacje na tym szyfrze wystarczy użyć tabeli.
Tablica kodowa:
```
A|B|C|D|E|F|G|H|I|J|K|L|M|N|O|P|Q|R|S|T|U|V|W|X|Y|Z
Z|Y|X|W|V|U|T|S|R|Q|P|O|N|M|L|K|J|I|H|G|F|E|D|C|B|A
```

Aby jeszcze bardziej ułatwić sobie pracę można zastosować inną, krótszą tabelę:
```
Pierwsze 13 liter od początku : A|B|C|D|E|F|G|H|I|J|K|L|M
Ostatnie 13 liter od końca    : Z|Y|X|W|V|U|T|S|R|Q|P|O|N
```

## Przykład
W alfabecie łacińskim:
- a (pierwsza litera od początku alfabetu) → z (pierwsza litera od końca alfabetu)
- t (siódma litera od końca alfabetu) → g (siódma litera od początku alfabetu)

Tekst jawny:
```
Ala ma kota
```

Tekst zakodowany:
```
Zoz nz plgz
```

## Występowanie w Biblii
Wyrazy przekształcone szyfrem atbasz występują kilka razy w Biblii. Wskazuje się tu na Księgę Jeremiasza, gdzie występuje słowo לב קמי leb qamaj (51:1), jako kryptonim w atbasz dla słowa כשדים Kaszdim (Chaldejczycy) oraz ששך Szeszak (25:26; 51:41) jako kryptonim w atbasz dla słowa בבל Babel (Babilon). Szyfr miał być stosowany w czasach niewoli babilońskiej w tekstach nieprzychylnych Babilonii.